# Liwa-oase

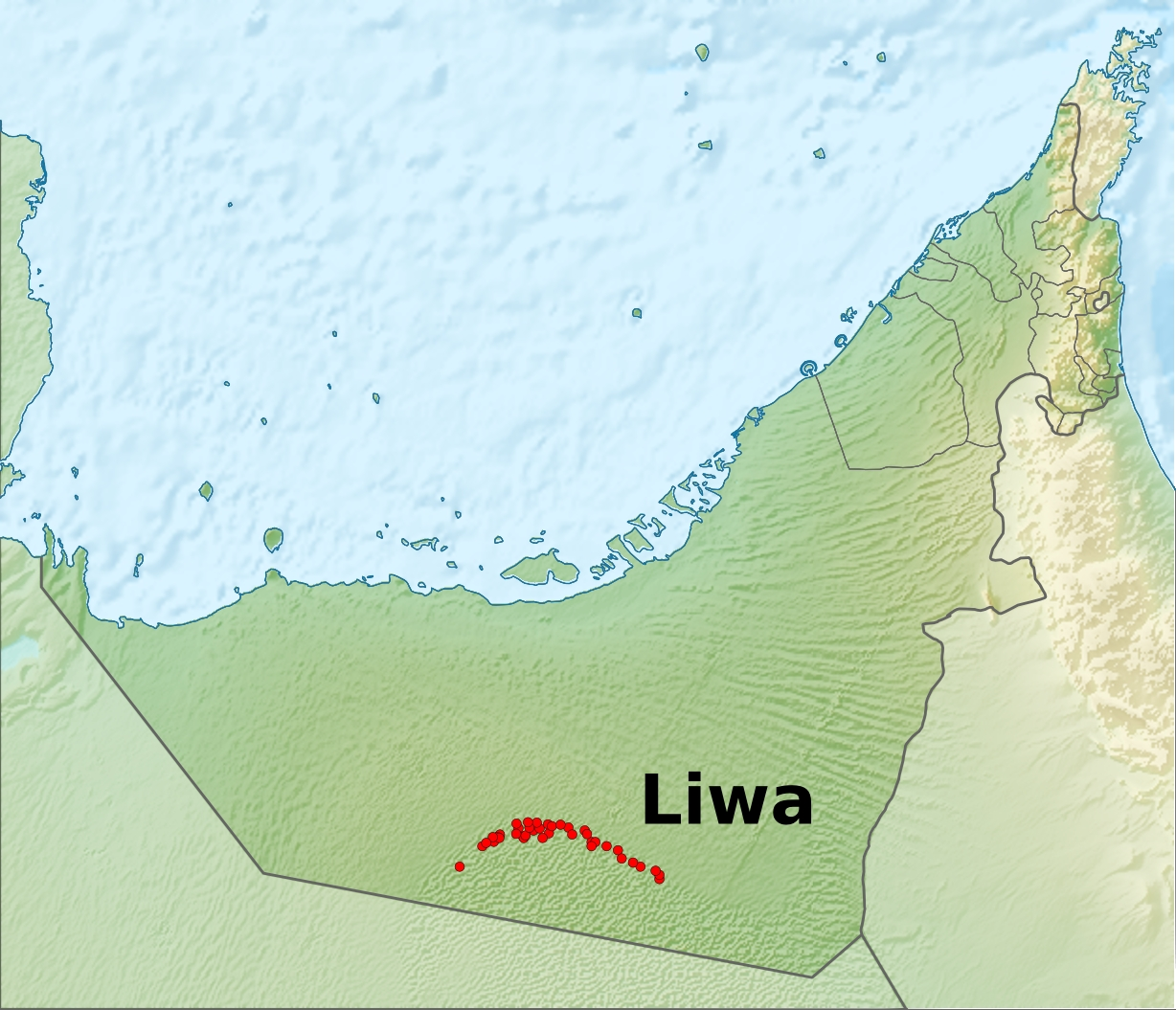

De Liwa-oase (Arabisch: واحة ليوا ) is een grote oase in Abu Dhabi, Verenigde Arabische Emiraten.

## Geografie

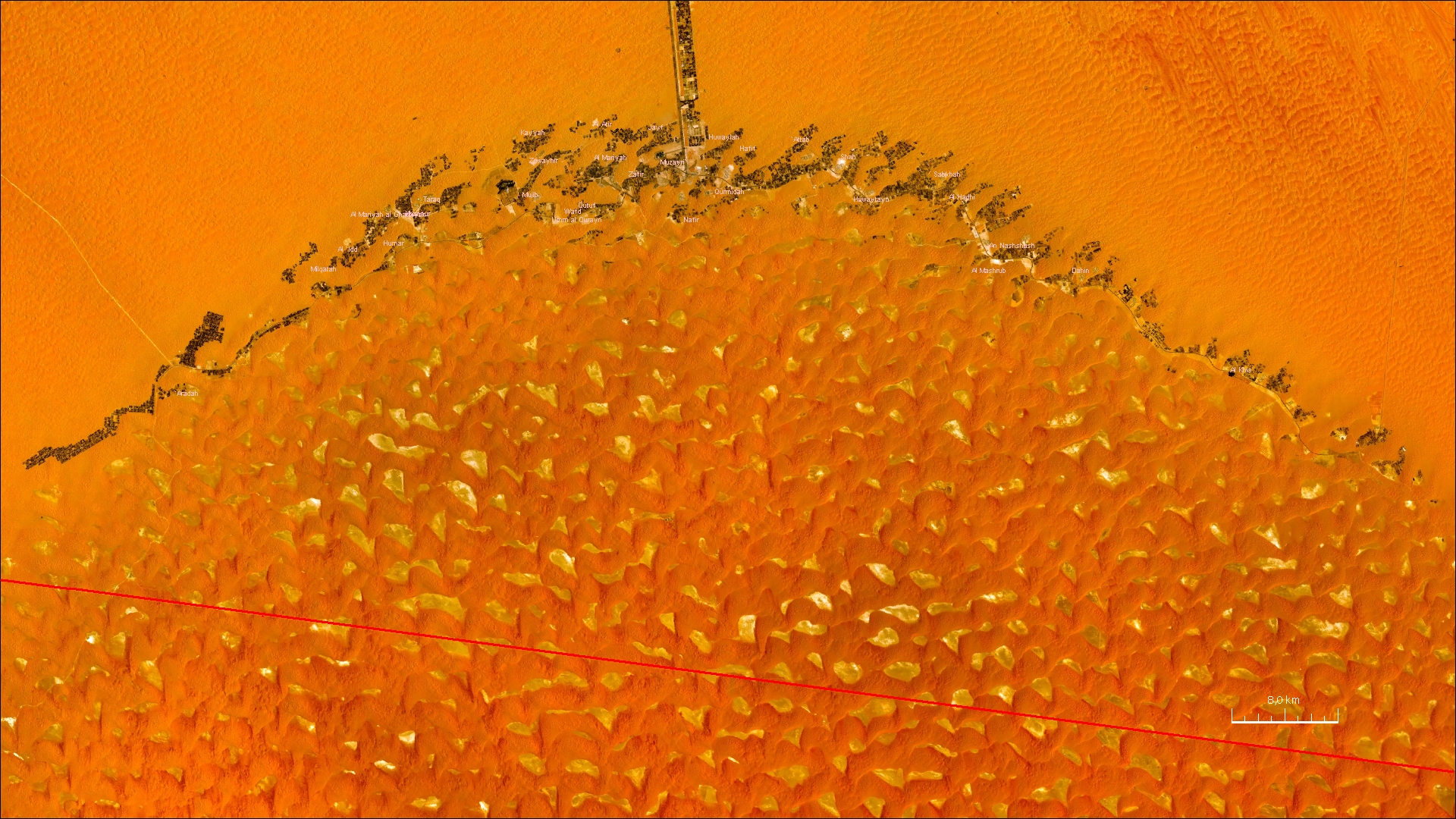
Satellietfoto van de oase

De Liwa-oase ligt 100 kilometer ten zuiden van de Perzische Golf en 150 kilometer van Abu Dhabi. De oase ligt in de Rub al Khali woestijn en is ongeveer 100 kilometer lang. De oase heeft een bocht die naar het noorden wijst. In de oase liggen ongeveer 50 dorpen waarvan het belangrijkste Muzayri is. Muzayri ligt aan het begin van de oase en ligt het dichtst bij Abu Dhabi. De meest oostelijke plaats is Mahdar bin Usayyan (65 km van Muzyri) en de meest westelijke plaats is Aradah (45 km van Muzyri). Het aantal inwoners van de oase is onbekend maar ligt tussen de 50,000 en de 150,000. De plaatsen in de oase zijn de zuidelijkste van Abu Dhabi en van de Verenigde Arabische Emiraten. Ze liggen tussen de 16 en 35 kilometer van Saoudi-Arabië. De oase ligt 40 kilometer ten noorden van de stad Shaybah maar er zijn geen wegen tussen de twee plaatsen. De oase is alleen door middel van een snelweg verbonden met Abu Dhabi.

## Economie
Een groot deel van de economie betreft boeren die dadelpalmen verbouwen. De bomen krijgen water door druppelirrigatie en staan vaak in kassen. Naast de dadelpalmen neemt het toerisme een steeds belangrijkere plek in. In Muzayri staan het Liwa Hotel en het Liwa Rest House. Het Liwa Rest House is van de staat en is bedoeld voor ambtenaren en zakenmensen. Er wordt ook gewerkt aan het vijfsterrenhotel Qasr al Sarab. In de buurt van de Liwa oase is het Moreeb Duin dat met zijn 300 meter hoogte een van de grootste duinen van de wereld is. Op die duin wordt elk jaar het Liwa Festival gehouden.

## Geschiedenis
De oase is de oorspronkelijke woonplaats van de heersende al Nahyan familie. In 1793 vertrok de familie naar Abu Dhabi.
Oorspronkelijk leefde in de Liwa oase de Bani Yas stam. De Bani Yas-stam verdiende geld met het opduiken van parels.

## Dorpen
De USGS heeft 39 woonplaatsen geregistreerd in de oase:
| Dorp                    | Arabische naam |
| ----------------------- | -------------- |
| Aradah                  | عرادة          |
| Milqatah                | ملقطة          |
| Al Idd                  | العيد          |
| Al Mariyah al Gharbiyah | المرية الغربية |
| Humar                   | حمار           |
| Khannur                 | خنور           |
| Hamarur                 | حمرور          |
| Taraq                   | طرق            |
| Mujib                   | مجيب           |
| Kayyah                  | كية            |
| Zuwayhir                | ظويهر          |
| Wafd                    | وفد            |
| Umm al Qurayn           | أم القرين      |
| Qutuf                   | قطوف           |
| Al Atir                 | العاطر         |
| Al Mariyah              | المارية        |
| Zafir                   | ظافر           |
| Jayf                    | جيف            |
| Muzayri                 | مظيري          |
| Nafir                   | نافر           |
| Huwaylah                | حويلة          |
| Qurmidah                | قرمدة          |
| Hafif                   | هفيف \ حفيف    |
| Attab                   | عتاب           |
| Shah (Liwa)             | شاه            |
| Huwaytayn               | حويطين         |
| Sabkhah                 | سبخة           |
| Al Hadhi                | الهذي          |
| Tharwaniyah             | ثروانية        |
| Al Mashrub              | المشرب         |
| An Nashshash            | النشاش         |
| Dahin                   | داهن           |
| Wadhil                  | واظل           |
| Mawsil                  | موصل           |
| Al Khis                 | الخيس          |
| Qu aysah                | قويسة          |
| Hamim                   | حميم           |
| Jurayrah                | جريرة          |
| Mahdar Bin Usayyan      | مهدر بن عصيان  |